# نوزیستی
| زمان‌بندی زمین‌شناسی     |                          |                          |                          |
| پیدازیستی (فانروزوئیک) | نوزیستی (سنوزوئیک)       | کواترنری                 |                          |
| پیدازیستی (فانروزوئیک) | نوزیستی (سنوزوئیک)       | نئوژن                    |                          |
| پیدازیستی (فانروزوئیک) | نوزیستی (سنوزوئیک)       | پالئوژن                  |                          |
| پیدازیستی (فانروزوئیک) | میانه‌زیستی (مزوزوئیک)    | کرتاسه                   |                          |
| پیدازیستی (فانروزوئیک) | میانه‌زیستی (مزوزوئیک)    | ژوراسیک                  |                          |
| پیدازیستی (فانروزوئیک) | میانه‌زیستی (مزوزوئیک)    | تریاس                    |                          |
| پیدازیستی (فانروزوئیک) | دیرینه‌زیستی (پالئوزوئیک) | پرمین                    |                          |
| پیدازیستی (فانروزوئیک) | دیرینه‌زیستی (پالئوزوئیک) | کربونیفر                 |                          |
| پیدازیستی (فانروزوئیک) | دیرینه‌زیستی (پالئوزوئیک) | دوونین                   |                          |
| پیدازیستی (فانروزوئیک) | دیرینه‌زیستی (پالئوزوئیک) | سیلورین                  |                          |
| پیدازیستی (فانروزوئیک) | دیرینه‌زیستی (پالئوزوئیک) | اردویسین                 |                          |
| پیدازیستی (فانروزوئیک) | دیرینه‌زیستی (پالئوزوئیک) | کامبرین                  |                          |
| نهان‌زیستی (پرکامبرین)  | پیشین‌زیستی (پروتروزوئیک) | پیشین‌زیستی (پروتروزوئیک) | پیشین‌زیستی (پروتروزوئیک) |
| نهان‌زیستی (پرکامبرین)  | نخست‌زیستی (آرکئن)        |                          |                          |
| نهان‌زیستی (پرکامبرین)  | پیشازیستی (هادئن)        |                          |                          |

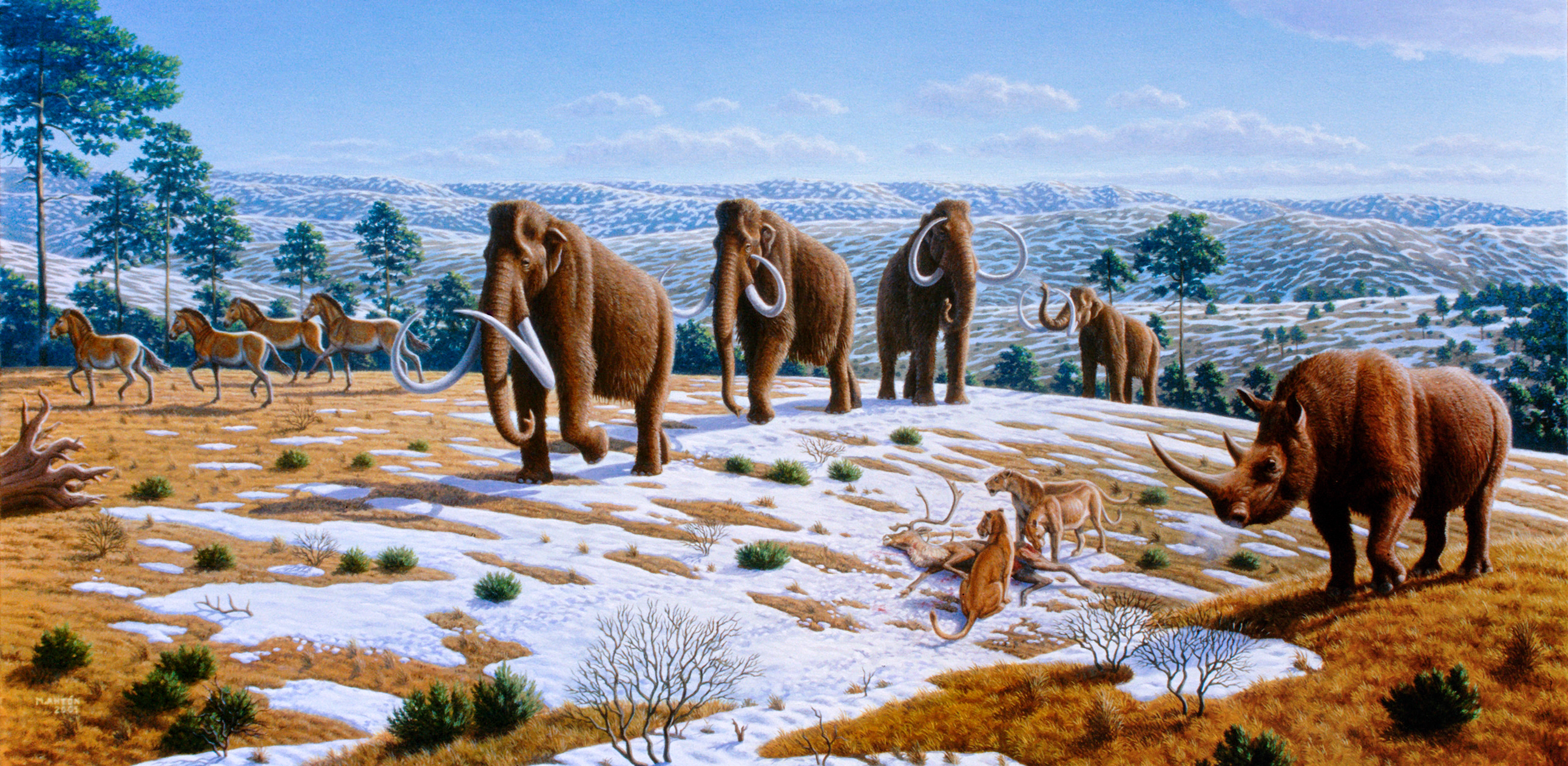
نمونه ای در ماموت ها

نوزیستی یا سِنوزوئیک (به انگلیسی: Cenozoic) یکی از دوره‌های تاریخ زیستی زمین است. این دوران تاریخ زمین را از پایان کرتاسه تا زمان حاضر در بر می‌گیرد و حدوداً ۶۶٫۵ میلیون سال طول کشیده‌است. دوران نوزیستی تقریباً کمی بیشتر از یک‌سوم دوران دوم و حدود یک‌ششم دوران اول است و کوتاه‌ترین دوران زمین‌شناسی نامیده می‌شود به طوری که حداکثر ضخامت رسوبات آن به ۳۰ کیلومتر می‌رسد. جانوران و گیاهان در این دوران تقریباً شبیه دنیای کنونی شدند و گسترش و شکوفایی فوق‌العاده مربوط به گیاهان نهان‌دانه و تک‌لپه‌ای است.
به نظر می‌رسد در پایان میانه‌زیستی پوسته اقیانوسی موجود بین آفریقا و آسیا حداکثر فعالیت خود را انجام داده و پس از آن فعالیت مهمی نداشته‌است، زیرا مجموعه‌های افیولیتی جایگزین شده و رسوبات تخریبی کم‌عمر پالئوسن-ائوسن با دگرشیبی، آن‌ها را پوشانده‌است. در طول دوران نوزیستی، فعالیت کوهزایی آلپی به حداکثر خود رسیده‌است؛ به‌طوری‌که ۳/۲ آن در این دوران روی داده‌است.
دوران نوزیستی به دو دوره ترشیاری و کواترنری تقسیم می‌شود. در دوره ترشیاری برخاستن رشته‌کوه‌های آلپی و آغاز فرسایش آن‌ها صورت گرفت. به همین دلیل رسوبات آواری در مناطق پر جنب و جوش اهمیت زیادی داشته و در حالی که در مناطق ثابت رسوبات کربناته فراوان‌ترند.
دوره کواترنری از حدود ۲ میلیون سال قبل آغاز شده و اکنون نیز ادامه دارد. فعالیت زمین‌ساختی در این دوران افزایش یافته که نتیجه آن به وجود آمدن رشته‌کوه‌هایی مثل هیمالیا، البرز، زاگرس، آند و آلپ است.
انقراض بسیاری از گروه‌های دوکمانی ازجمله دایناسورهای بی‌پرواز، نزدیک‌سوسمارسانان و خزندگان بال‌دار به پستانداران و پرندگان فرصت داد تا به گونه‌های بسیاری تقسیم شده و جمعیت غالب جانوری در جهان شوند. مهم‌ترین حادثه این دوران، گسترش و تنوع پستانداران است و به همین علت این دوران را دوره پستانداران نیز می‌گویند. از دلایل عمده ازدیاد آن‌ها می‌توان وجود منابع فراوان و سازش با محیط ذکر کرد. نومولیت‌ها که انواعی از آغازیان و از گروه روزن‌داران بودند؛ از سنگواره‌های راهنمای مهم اوایل دوران نوزیستی به‌شمار می‌آیند.
در دوره کواترنری با ظهور یخبندان عظیم در سطح زمین مشخص می‌شود که باعث تغییرات شدید آب و هوایی و انقراض بعضی جانوران و ظهور انواع دیگر شده‌است. در این دوران انسان پا به عرصه وجود نهاد و گیاهان و جانوران امروزی به وجود آمدند.

## زیربخش‌ها
| چینه‌دوران/ دوران | سامانه/ دوره | ردیف/ دور | میلیون سال پیش |
| ---------------- | ------------ | --------- | -------------- |
| نوزیستی          | کواترنری     | هولوسن    | ۰ - ۰٬۰۱۱۷     |
| نوزیستی          | کواترنری     | پلیستوسن  | ۰٬۰۱۱۷ - ۲٬۵۸۸ |
| نوزیستی          | نئوژن        | پلیوسن    | ۲٬۵۸۸ - ۵٬۳۳۳  |
| نوزیستی          | نئوژن        | میوسن     | ۵٬۳۳۳ - ۲۳٬۰۳  |
| نوزیستی          | پالئوژن      | الیگوسن   | ۲۳٬۰۳ - ۳۳٬۹   |
| نوزیستی          | پالئوژن      | ائوسن     | ۳۳٬۹ - ۵۶٬۰    |
| نوزیستی          | پالئوژن      | پالئوسن   | ۵۶٬۰ - ۶۵٬۵    |
| میانه‌زیستی       | کرتاسه       | پسین      | → پیش از آن    |

دوران نوزیستی به سه دوره پالئوژن، نئوژن و کواترنری تقسیم می‌شود. دوره‌های پالئوژن و نئوژن را روی هم دوره ترشیاری نیز می‌گویند.
پالئوژن شامل پالئوسن، ائوسن و الیگوسن و جمعاً به مدت ۴۰ میلیون سال است. نئوژن شامل میوسن و پلیوسن و جمعاً به مدت ۲۸ میلیون سال است. کواترنری نیز شامل پلیوستوسن و هولوسن و جمعاً به مدت ۲ میلیون سال است.

## تنوع زیستی
در اوایل نوزیستی، پس از رویداد انقراض کرتاسه-پالئوژن، کره زمین تحت تسلط جانورانی نسبتاً کوچک، از جمله پستانداران کوچک، پرندگان، خزندگان و دوزیستان بود. از منظر زمین‌شناختی، در غیاب دایناسورهایی که در دوره میانه‌زیستی تسلط داشتند، طولی نکشید که پستانداران و پرندگان تنوع زیادی پیدا کردند. برخی از پرندگان بدون پرواز رشدشان به اندازه‌ای شد که بزرگتر از انسان می‌شدند. این گونه‌ها شکارچیانی مهیب بودند و به آن‌ها نام دهشت‌مرغان داده شده‌است. پستانداران تقریباً هر قلمرو زیستی موجود (اعم از دریایی و خشکی) را اشغال کردند و برخی نیز بسیار بزرگ شدند و به اندازه‌هایی که در اکثر پستانداران زمینی امروزی دیده نمی‌شود، رسیدند. قلمروهای زیستی بسیاری از پرندگان نوزیستی بر اساس عرض جغرافیایی و دما کنترل می‌شد و با سرد شدن جهان در آن دوره دامنه این قلمروها نیز کاهش یافت.
در طول دوران نوزیستی، ظاهر پستانداران از چند شکل کوچک، ساده و کلی به مجموعه‌ای متنوع از جانوران خشکی، دریایی و پرنده تکثیر یافت و کاربرد نام دیگر به این دوره، یعنی عصر پستانداران، از همین موضوع ریشه می‌گیرد.
دوران نوزیستی همچنین عصر تسلط گسترده گرم‌دشت‌ها، گیاهان گل‌دار و حشرات وابسته به هم و عصر پرندگان بود علف‌ها نیز نقش بسیار مهمی در این دوران داشتند و تکامل پرندگان و پستاندارانی را که از آنها تغذیه می‌کردند شکل دادند.
یک گروه که در سنوزوئیک نیز تنوع قابل توجهی داشت مارها بودند. با تکامل در نوزیستی، تنوع مارها به شدت افزایش یافت و در نتیجه تعداد زیادی از قمچه‌ماران به‌وجود آمدند که نتیجه تکامل منبع اصلی تغذیه آن‌ها یعنی جوندگان بود.
در بخش اولیه نوزیستی، جهان تحت سلطه پرندگان سهمگین‌مرغ (گاستورنیتید)، تمساح‌های زمینی، مانند تمساح‌های اره‌ای، کوسه‌های بزرگی مانند گوشی‌دندان و تعداد انگشت‌شماری از پستانداران بزرگ اولیه مانند سهمگین‌شاخان، میان‌پنجه‌سانان و همه‌دندانان بود. اما زمانی که جنگل‌ها شروع به عقب‌نشینی کردند و آب و هوا شروع به خنک شدن کرد، پستانداران دیگری کنترل را به دست گرفتند.
دوران نوزیستی مملو از پستانداران عجیب و غریب و آشنا است، از جمله ریگ‌ددان، گوشت‌دندان‌سانان، نهنگ‌ها، نخستی‌سانان، کامل‌دندانان، دندان‌خنجری‌ها، پستانک‌دندان (ماستودون) و ماموت‌ها، کِهتراسب‌ها، کرگدن‌های غول‌پیکری مانند بلوچی‌دد، تندرددان شبیه به کرگدن، گروه‌های گوناگون عجیبی از پستانداران از آمریکای جنوبی، مانند آتش‌ددسانان فیل‌مانند و خویشاوندان کیسه‌دار سگ‌مانندی به نام تهم‌کفتاران و تک‌سوراخ‌سانان و کیسه‌داران استرالیا.